# Bob Davies (Basketballspieler)
Robert Edris Davies (* 15. Januar 1920 in Harrisburg, Pennsylvania; † 22. April 1990 in Hilton Head, South Carolina), genannt Harrisburg Houdini, war ein US-amerikanischer Basketballspieler. Zwischen 1945 und 1955 spielte er für das Team der Rochester Royals. Davies war 1,85 m groß und spielte auf der Position des Guards. Zusammen mit Bobby Wanzer bildete Davies eines der besten Backcourt-Duos der Geschichte und führte die Royals zu zwei Meisterschaften in NBL und NBA. Seinen Spitznamen verdankte er seinen außergewöhnlichen Dribble-Künsten. Er konnte hinter seinem Rücken dribbeln und passen, hätte laut Teamkollegen und Coaches aber den Korb nicht gegen die eigene Großmutter verteidigen können.
Am 11. April 1970 wurde Davies in die Naismith Memorial Basketball Hall of Fame aufgenommen. Er starb im Alter von 70 Jahren an Krebs.

## Karriere
Davies gewann an der High School Varsity Letters in vier Sportarten: American Football, Baseball, Basketball und Leichtathletik. Seton Hall besuchte er deswegen mit einem Stipendium, das ihm die Boston Red Sox der American League vermittelt hatten. Früh konzentrierte er sich aber auf Basketball, war Kapitän des Teams und wurde 1942 zum All-American gewählt. Zwischen 1939 und 1941 – als Freshman war ihm das erste Team verwehrt – führte er die Pirates zu 43 Siegen in Folge.
Während des Zweiten Weltkrieges diente Davies von 1942 bis 1945 in der United States Navy und führte das Team der Great Lakes Naval Station in Illinois zur Dienstbasketball-Meisterschaft. Er erzielte 269 Punkte bei 114 Körben. In seinen letzten beiden Dienstjahren spielte er während seiner Heimaturlaube einzelne Spiele für die Brooklyn/Westchester Indians und die New York Gothams der American Basketball League (ABL) und wurde pro Spiel bezahlt.
Nach seinem Dienstende 1945 schloss er sich den Rochester Royals an, die in jenem Jahr erstmals der National Basketball League (NBL) angehörten und wurde mit ihnen auf Anhieb Meister. Er wurde in den drei Jahren in der NBL je einmal ins zweite und erste Team der NBL-Auswahl berufen und 1947 Most Valuable Player (MVP). Im zweiten NBL-Jahr residierten die Royals nahe dem Campus seiner Alma Mater, was Davies dazu nutzte, nebenher das Varsity-Team von Seton Hall zu coachen.
Nach drei Jahren wechselte Besitzer, Manager und Coach Les Harrison mit dem gesamten Franchise in die Basketball Association of America (BAA), ebenso wie die NBL-Teams der Minneapolis Lakers, der Fort Wayne Zollner Pistons und der Indianapolis Jets (die ehemaligen Indianapolis Kautskys). Die neuen Teams dominierten die National Basketball Association (NBA), insbesondere die Lakers um George Mikan, deren Meisterschaftsserie von fünf Championaten in sechs Jahren lediglich in der Saison 1950/51 durch die Rochester Royals unterbrochen wurde, der letzten NBA-Meisterschaft des Teams bislang (Stand: 2024). Großen Anteil daran hatten Spieler wie Red Holzman, Arnie Risen und das ikonische Backcourt-Duo aus Bobby Wanzer und Davies, der die Liga 1949 in Assists angeführt hatte. Bob Cousy sagte Les Harrison zufolge einmal, dass er sein Spiel dem von Davies nachempfunden hätte.

## Ehrungen und Errungenschaften

### Errungenschaften
- NBL-Meisterschaft: 1946
- NBA-Meisterschaft: 1951
- Meiste Assists: 1949

### Ehrungen
- All-American: 1942
- MVP der NBL: 1947
- All-NBL First Team: 1947
  - All-NBL Second Team: 1948
- All-BAA First Team: 1949
- All-NBA First Team: 1950–1952
  - All NBA Second Team: 1953
- NBA All-Star: 1951–1954
- Naismith Memorial Basketball Hall of Fame: 1970
- NBA 25th Anniversary Team: 1971
- Rückennummer 11 von den Sacramento Kings 1990 in den Ruhestand versetzt
- Rückennummer 11 von der Seton Hall University in den Ruhestand versetzt
- College Basketball Hall of Fame: 2006
- Seton Hall Hall of Fame
- Pennsylvania Sports Hall of Fame

## Nach der Karriere
Bob Davies heiratete Mary Helfrich 1942 und hatte mit ihr vier Kinder. Unmittelbar nach seiner aktiven Laufbahn coachte Davies das Gettysburg College. Er führte das Basketball-Team in zwei Jahren zu 18–35 Siegen, allerdings trainierte er auch insgesamt sechs Sportarten. 1957 wurde er Verkaufsrepräsentant der Converse Rubber Company.